# Kimpese
Kimpese är en ort i Kongo-Kinshasa, med status som commune rurale. Den ligger i provinsen Kongo-Central, i den västra delen av landet, 170 km sydväst om huvudstaden Kinshasa.